# Вершинова Муравійка
Верши́нова Мураві́йка — село в Україні, у Куликівській селищній громаді Чернігівського району Чернігівської області. До 2017 центр сільської ради, якій було підпорядковане село Кошарище.
Розташована за 11 км від центру громади. На територія села — залізнична станція Муравійка. 724 ж. (1988).

## Географія
Селом протікає річка Лебідь, права притока Вздвижу.

## Історія
На території Вершинової Муравійки виявлене поселення 11-13 ст.
Вперше згадується 1608.
За даними на 1859 рік у козачому й власницькому селі Чернігівського повіту Чернігівської губернії мешкало 809 осіб (185 чоловічої статі та 203 — жіночої), налічувалось 81 дворове господарства, існувала православна церква.
Станом на 1886 у колишньому державному й власницькому селі Горбовської волості мешкало 664 особи, налічувалось 123 дворових господарства, існували православна церква, 15 вітряних млинів і 2 маслобійних заводи.
Петропавлівська церква (відновлена 1883), земська школа.
За переписом 1897 року кількість мешканців зросла до 903 осіб (439 чоловічої статі та 464 — жіночої), з яких 900 — православної віри.
У період 1917-1920 років влада кілька разів переходила із рук у руки. Остаточно ствердилась більшовицька окупація.
У В. М. — центральна садиба колгоспу «1-е Травня» (станом на 1988 р., спеціалізація зернові, технічні культури), відділення зв'язку, 8-річна школа, фельдшерсько-акушерський пункт, Будинок культури на 250 місць, бібліотека (8 тис. од. зб.). Встановлено (1955) надгробки на братських могилах радянських воїнів, загиблих під час визволення В. М. у 1943 від німців, та пам'ятник (1969) на честь воїнів-односельців, які полягли (137 чол.) на фронтах Другої світової війни.
У 2007 році школа була закрита, учнів перевели до Горбівської школи.
12 червня 2020 року, відповідно до розпорядження Кабінету Міністрів України № 730-р «Про визначення адміністративних центрів та затвердження територій територіальних громад Чернігівської області», село увійшло до складу Куликівської селищної громади.
19 липня 2020 року, в результаті адміністративно-територіальної реформи та ліквідації Куликівського району, село увійшло до складу новоствореного Чернігівського району.

## Населення

### Мова
Розподіл населення за рідною мовою за даними перепису 2001 року:
| Мова            | Кількість | Відсоток |
| --------------- | --------- | -------- |
| українська      | 510       | 96.77%   |
| російська       | 14        | 2.66%    |
| білоруська      | 1         | 0.19%    |
| німецька        | 1         | 0.19%    |
| інші/не вказали | 1         | 0.19%    |
| Усього          | 225       | 100%     |

## Галерея

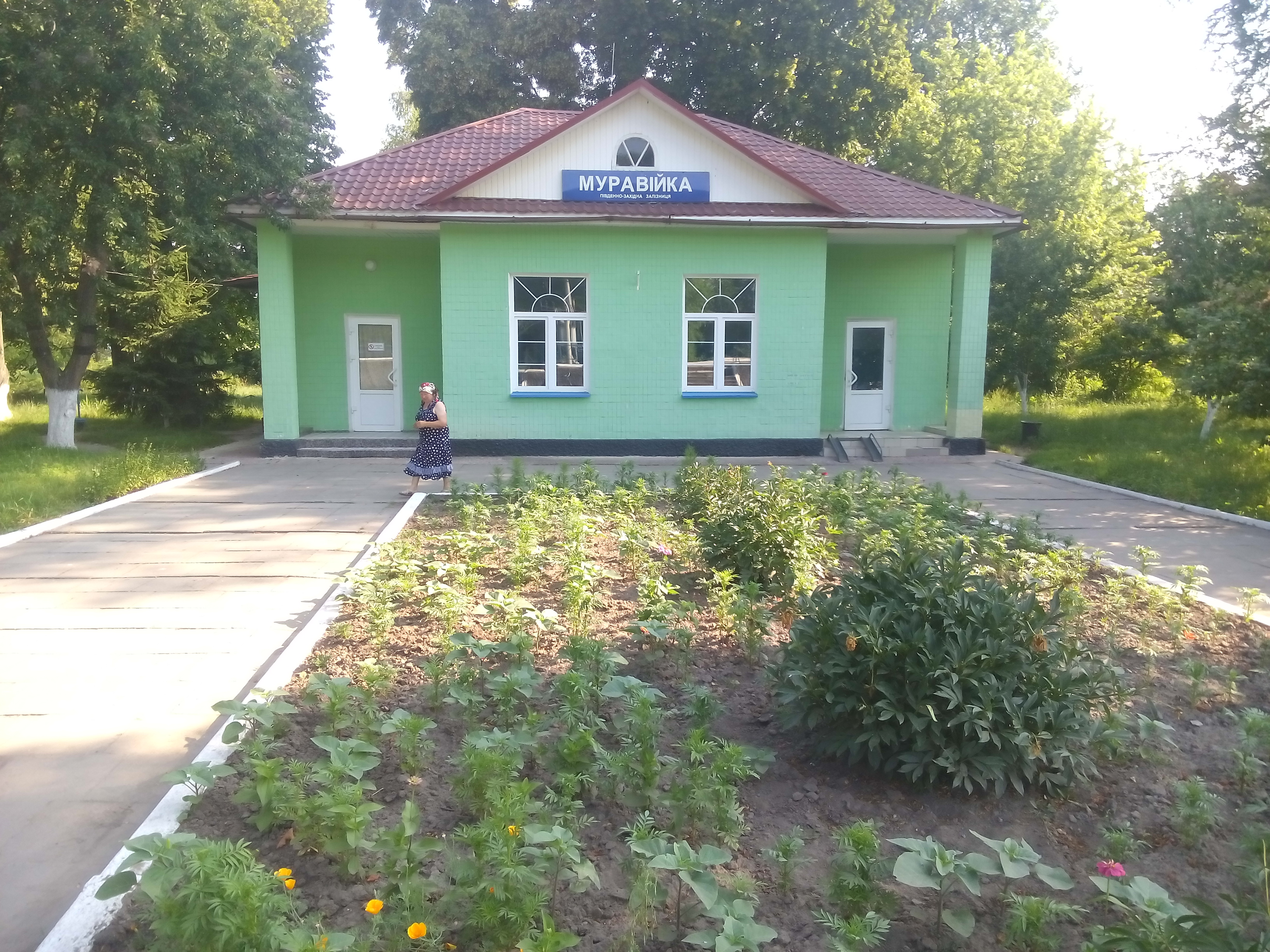
Станція "Муравійка" за 1 км від села
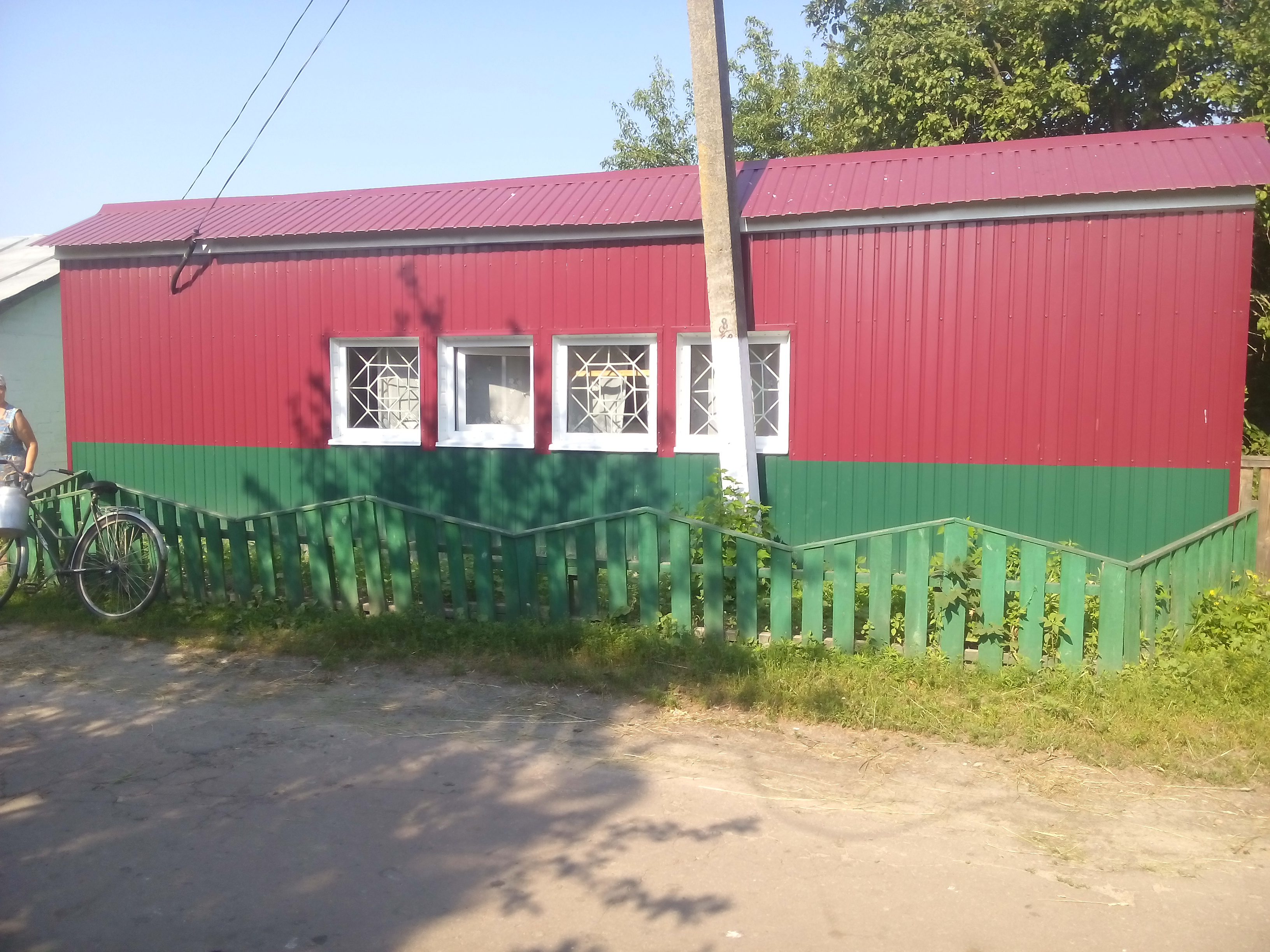
Магазин
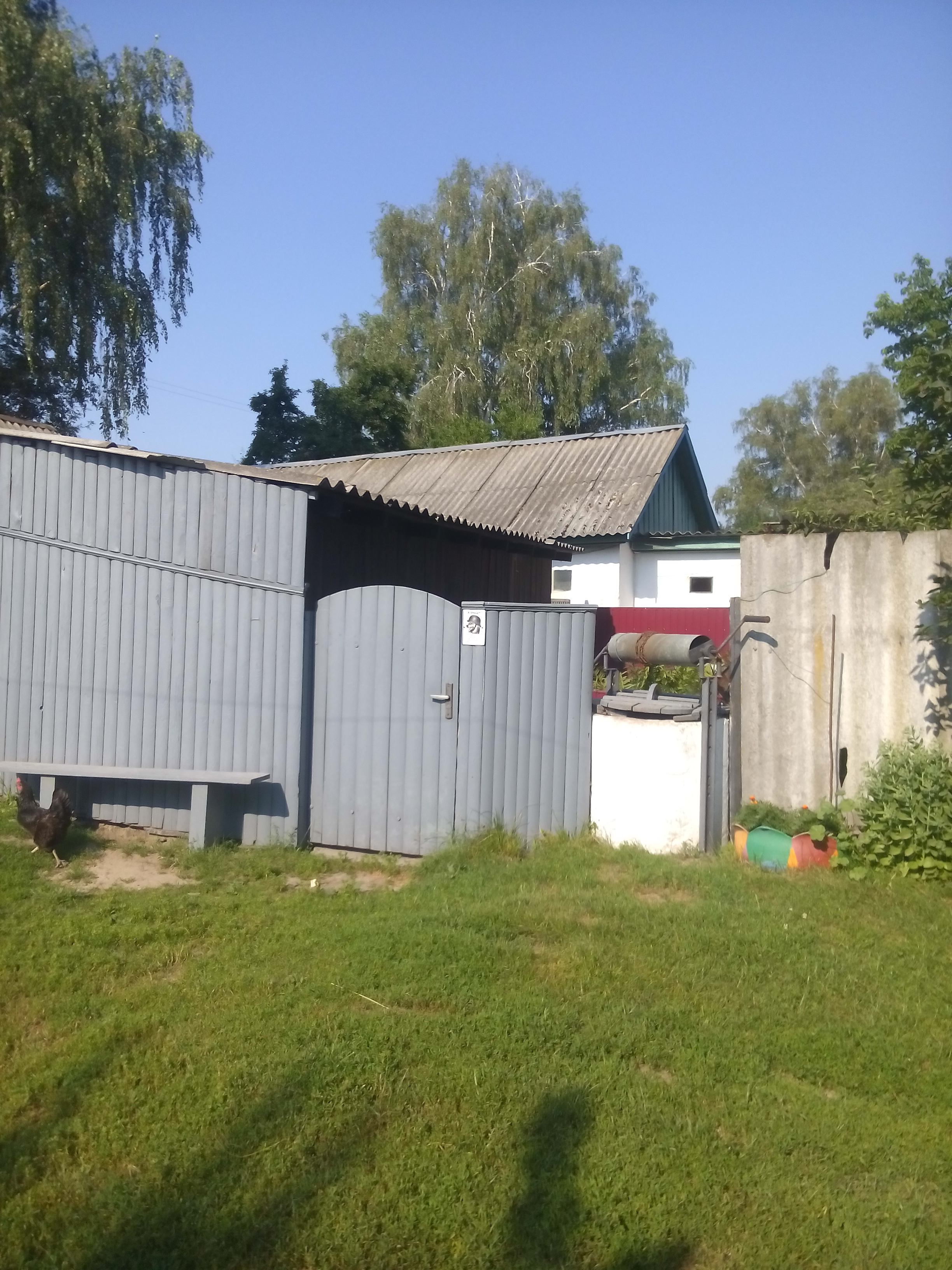
Одна із хат села у червні 2016 року